# Cuarteto Ébène
El Cuarteto Ébène es un cuarteto de cuerdas francés creado en 1999. Está compuesto actualmente por Pierre Colombet (primer violín), Gabriel Le Magadure (segundo violín), Marie Chilemme (viola) y Raphaël Merlin (violonchelo). Anteriormente han sido miembros del cuarteto: los violas Mathieu Herzog (1999-2014) y Adrien Boisseau (2015-2017) y el violonchelo, Matthieu Fontana (1999-2002).

## Trayectoria
En 1999, el Cuarteto Ébène fue formado por cuatro estudiantes del Conservatorio de Boulogne-Billancourt. El conjunto estudió con el moderno Cuarteto Ysaÿe en el Conservatorio de París y con Eberhard Feltz, Gábor Takács, György Kurtág y en Hungría.
En 2003, el cuarteto se presenta en el concurso internacional de Cuartetos de Cuerda de Burdeos, donde ganó el 2.º Premio ex aequo (primero no adjudicado) y el premio SACEM a la mejor interpretación de una obra de música contemporánea.
En septiembre de 2004 el cuarteto gana en Múnich 1er premio del Concurso Internacional de la ARD y el premio del público, dos premios para la mejor interpretación y el premio de la fundación Karl Klinger. En junio de 2006, el cuarteto es elegido para unirse al ciclo New Generation Artists de la BBC.
En septiembre de 2007 el cuarteto firma un contrato de exclusividad con Virgin Classics incorporado en el año 2013 al sello Erato Warner Classics. El primer disco de esta nueva colaboración (Debussy - Fauré - Ravel) lanzado en el otoño de 2008 ha recibido numerosos premios: Selección del editor en Gramophone, música Mundial de choc, ffff Télérama, CD de la semana en el Sunday Times. El mismo año, el cuarteto se unió al círculo de artistas apoyados por la Fundación Borletti-Buitoni.
El Ébène ganó una Victoire de la Musique Classique en 2010 por su álbum "Ficción" que se centra en los temas de películas.
El Cuarteto Ebène participa regularmente en numerosos festivales, entre ellos el Menuhin Festival Gstaad, el Festival de Verbier, Schubertiade en Hohenems, el Festival de Mecklenburg Vorpommern y el Festival de Cine de Savannah (EE. UU.).
En 2014, el Carnegie Hall de Nueva York invita al Cuarteto Ébène a la celebración del aniversario de Beethoven en 2020 con sus cuartetos de cuerda. Para el cuarteto la celebración de Beethoven comprende más de un centenar de conciertos, en veinte países en seis continentes entre 2018 y 2020 para difundir el mensaje humanista de Beethoven e interpretar sus obras maestras.
El Cuarteto Ebène actúa regularmente en salas como la Philharmonie de París, Philharmonie de Luxemburgo, la Elbphilharmonie de Hamburgo y al Carnegie Hall de Nueva York, así como al Salzburger Festspiele, al Wigmore Hall de Londres, al Concertgebouw de Ámsterdam, al Konzerthaus de Berlín, al Musikverein de Viena, al BOZAR Bruselas, a la Herkulessaal de Munich, a la Alte Oper de Frankfurt, a la Tonhalle de Zürich, al Saló Sao Paulo (Sao Paulo Brasil), al Konzerthuset de Estocolmo, a la Accademia di Santa Cecilia de Roma, al Gewandhaus de Leipzig o al Teatro de los Campos-Élysées a París.

## Estilo y características
El Cuarteto Ebène se distingue por su versatilidad que le da la libertad de consagrarse con el mismo fervor a la música clásica, a la música contemporánea y al jazz, ya que al Cuarteto Ébène le gusta abolir las fronteras musicales. La formación ha actuado así al lado de artistas tan admirados en el repertorio clásico como en el universo del jazz y de la canción tales que Menahem Pressler, Matthias Goerne, Stacey Kent, Nicholas Angelich, Martin Fröst, Bernard Lavilliers, Gautier Capuçon, Michel Portal, Natalie Dessay, Philippe Jaroussky, etc
El Cuarteto Ébène es reconocido mundialmente por "la belleza del sonido, la perfección de los ataques, la correcta distribución del peso de los arcos y la impresionante homogeneidad, como si los músicos tocaran un solo instrumento, haciendo de este cuarteto uno de los mejores conjuntos mundiales. Este es el resultado de un trabajo incansable y una comprensión perfecta". (Bertrand Dermoncourt, L'Express, 5 de abril de 2013). En 2013, la revista británica Gramophone señaló lo que los hace especiales: "sea cual sea el repertorio al que se dirijan, dan una sensación inimitable de que tienen algo que decir, y una necesidad urgente de decirlo".

## Enseñanza
Apasionados de la enseñanza, los músicos intervienen regularmente en el Conservatoire Nacional Superior de París y dan masterclases al Festival de Verbier en 2018, en el Conservatoire Royal de Bruselas en 2015 así como en la School of Music & Fine Arts de Fontainebleau en 2017. Han sido durante varios años consecutivos profesores en residencia a la Colburn School de Los Ángeles.

## Instrumentos
El Cuarteto Ébène toca desde 2009 sobre instrumentos antiguos escogidos con Gabriele Forberg-Schneider y prestados por ella.
- Pierre Colombet, un violín de Francesco Rugeri, Cremona (ca.1680) y arco de Charles Tourte (París, siglo XIX)[10]
- Gabriel El Magadure, un violín etiquetado Guarnerius (mediados del siglo XVIII) y arco de Dominique Pecatte (1845 env.)
- Marie Chilemme, viola de Marcellus Hollmayr, Füssen (1625) habiendo pertenecido antes a Mathieu Herzog
- Raphael Merlin, violonchelo de Andrea Guarnerius, Cremona (1666/1680)

## Discografía
- Ludwig van Beethoven, Beethoven around the World, integral de los cuartetos de cuerda, Warner Classics Erato, 2020 - 7 CD grabados en concierto (Philadelphia, Viena, Tokyo, Sao Paulo, Nairobi, Melbourne, París) entre mayo de 2019 y enero de 2020.
- Eternal stories, con Michel Portal, Richard Héry & Xavier Tribolet, Warner Classics Erato, 2017[11]
- Schubert, String Quintet D956 & Lieder con Gautier Capuçon y Matthias Goerne, Warner Classics Erato, 2016
- Menahem Pressler, 90th Birthday celebración, Dvorak & Schubert quintet "The Trout" con Menahem Pressler, Warner Classics Erato, 2014[12]
- Brazil, con Stacey Kent & Bernard Lavilliers, Warner Classics Erato, 2014
- Mendelssohn Félix & Fanny, Cuarteto en la menor, op. 13 y Cuarteto en fa menor, op. 80, y Fanny Mendelssohn : Cuarteto a cuerdas en mi bémol mayor. Warner Classics Erato, 2013, BBC music Award 2014 chamber music ; Diapason de Oro[13][14]
- Mozart, Cuartetos de cuerdas KV465 « Disonancías » & KV421, Divertimento KV138. Virgin Classics, 2011[15]
- Fauré, La música de cámara para instrumentos a cuerdas y piano. Con Renaud Capuçon, Gautier Capuçon, Gérard Caussé, Nicholas Angelich, Michel Dalberto. 5CD Virgin Classics, 2011
- Ficción. Con Fanny Ardant, Luz Casal, Natalie Dessay, Stacey Kent, Richard Héry. Virgin Classics, 2010,[16]
- Brahms, Cuarteto de cuerdas no 1, Quinteto para piano y cuerdas. Virgin Classics, 2009,[17]
- Claude Debussy, Gabriel Fauré, Maurice Ravel, Cuartetos de cuerdas. Virgin Classics, 2008 : "Gramophone recording of the Year 2009", ; Choque Classica[18]
- Bartók, Cuartetos de cuerdas n.º 1-3, Mirare. Grabación en la Granja de Villefavard en septiembre 2006[19]
- Haydn, Cuartetos de cuerdas op. 33 no 1; Op. 64 no 5 (La alondra); Op. 76 no 1, Mirare, Grabado en la Abadía Real de Fontevraud 2006

## Filmografía
- 4-la película, directed by Daniel Kutchinski, documentary, 94 min, 2015 "Best Documentary" L. A. Festival 2015
- Menahem Pressler, The pianist, Dvorak & Schubert quintet "The Trout" con Menahem Pressler. DVD Warner Classics Erato, 2014
- Ficción, 2010. Con Natalie Dessay, Stacey Kent, Richard Héry, Jim Tomlison. DVD Virgin Classics, 2011